# May (film)
May è un film del 2002 scritto e diretto da Lucky McKee, i cui attori principali sono Angela Bettis, Anna Faris, e Jeremy Sisto.

## Trama
May è una ragazza che ha avuto una infanzia difficile, e non conosce il significato dell'amicizia e dell'amore. La sua unica amica è una bambola regalatale dalla madre. Anche con i genitori il rapporto non è dei migliori: nella mente di May riaffiora in certi momenti una scena molto significativa in cui lei è seduta ad assistere indisturbati padre e madre che, non curandosi della presenza della figlia, amoreggiano tranquillamente in modo molto esplicito.
May lavora in una clinica veterinaria e vive da sola con la sua amica bambola ed il suo gatto.
Lasciata da sola, abbandonata e trascurata dai suoi pochi amici, emarginata da chi la conosce da poco e ne resta sconvolto, May decide di farsi un proprio amico con i pezzi dei cadaveri delle sue vittime. Le sue vittime saranno il suo gatto (che uccide in un momento di profonda depressione), Adam (l'uomo che prima è attratto da lei ma poi la evita), Polly (la ragazza che l'ha amata ma che l'ha tradita), la ragazza con cui Polly la tradisce (Ambrosia), il ragazzo che prima si mostra disponibile ma poi cambia radicalmente atteggiamento (Blank), la nuova compagna di Adam (Chris), e alcuni pezzi della sua unica "vera amica": la bambola.
Tuttavia May si accorgerà che il suo nuovo "amico", cucito pezzo per pezzo proprio come un vestito, non sarà capace di guardarla né di accorgersi della sua presenza. Allora May, nella speranza che lui la guardi, si staccherà un occhio e lo poggerà sulla testa dell'amico.

## Accoglienza

### Critica
La recensione critica su May di splattercontainer.com fa notare che questo film è un ritratto geniale di una donna incompiuta, che tenta la composizione feroce e impossibile di un amico tutto suo dal momento che la protagonista vive un tragico senso di emarginazione, rifiuto e solitudine. May è una "donna difficile", riconducibile sia ad icone soprannaturali (vampiri o streghe) sia ad emblemi della follia, di donne come Peggy Cummins in La sanguinaria (1949) o Sarah Polley de Il mistero dell'acqua (2000): donne che incarnano la fragilità femminile alle prese con le difficoltà di trovare una normale vita di relazioni sociali.
Nel 2006, il Chicago Film Critics Association nomina May il 61° film più spaventoso mai fatto.
Bloody Disgusting lo classifica al 17º posto nella sua lista dei 20 Film horror del decennio.

## Riconoscimenti
- Brussels International Festival of Fantasy Film -Migliore attrice: Angela Bettis
- Catalonian International Film Festival -Migliore attrice: Angela Bettis; Miglior sceneggiatura: Lucky McKee
- Gérardmer Film Festival -Première Award: Lucky McKee
- Málaga International Week of Fantastic Cinema- Miglior attrice: Angela Bettis; Miglior Film: Lucky McKee; Miglior sceneggiatura: Lucky McKee; Youth Jury Award- Miglior film caratteristico: Lucky McKee